# Jaume Sobregrau i Mitjans
Jaume Sobregrau i Mitjans (Barcelona, 4 de setembre de 1986), és un futbolista català. Juga de la defensa de lateral dret i pot actuar també com a central dretà. El seu equip actual és el CD San Roque de la Segona Divisió B.

## Trajectòria
Aquest jugador barceloní es va formar a les categories inferiors del FC Barcelona. A la SD Huesca va arribar procedent del Pobla Mafumet CF. El jugador va ser seguit pels tècnics del club aragonès durant prop de set mesos i el van considerar com un important futbolista de futur. Va firmar per una temporada més una altra opcional. No obstant això, no renovarien amb l'esmentat Club, i seria el FC Barcelona qui va apostar per ell de nou fitxant al juliol de 2009 pel seu equip filial, el Barça B. L'objectiu de l'equip a les ordres de Luis Enrique era ascendir a Segona Divisió, fet que es va assolir.